# کوسالار (قزاق)
کوسالار (به لاتین: Kosalar) یک منطقه مسکونی در جمهوری آذربایجان است که در شهرستان قزاق واقع شده است. کوسالار ۳۸۶۹ نفر جمعیت دارد.